# Die Kaktusblüte
Der Film Die Kaktusblüte ist eine romantische Komödie aus dem Jahr 1969 nach dem gleichnamigen Bühnenstück Cactus Flower von Abe Burrows, einer Bearbeitung des französischen Originals von Pierre Barillet und Jean-Pierre Grédy mit dem Titel „Fleur de cactus“.
Das Drehbuch für den Film stammt vom Autor I. A. L. Diamond, einem langjährigen Freund der Hollywood-Legende Billy Wilder. Goldie Hawn gelang mit dieser Komödie der Durchbruch im Filmgeschäft. Sie erhielt für ihre Rolle in diesem Film mehrere Preise, unter anderem den Oscar als beste Nebendarstellerin.

## Handlung
Julian Winston, ein Zahnarzt aus New York, ist mit der temperamentvollen und wesentlich jüngeren Toni Simmons liiert. Er kann sich nicht vorstellen, verheiratet zu sein. Deshalb erzählt er Toni, er sei seit zehn Jahren mit einer anderen Frau verheiratet und mittlerweile Vater dreier Kinder. Eines Nachts hält Toni den Druck nicht mehr aus und versucht, sich in ihrem Zimmer das Leben zu nehmen. Zuvor schreibt sie Julian einen Abschiedsbrief, um ihm zu sagen, wie sehr sie in ihn verliebt sei. Gerade noch rechtzeitig erscheint ihr Nachbar Igor Sullivan und rettet sie. Igor ist Schriftsteller und wohnt erst seit einiger Zeit nebenan.
Sie bittet Igor um einen Gefallen: Er soll am nächsten Morgen in der Zahnarztpraxis anrufen und Julian mitteilen, dass sie lebt. Doch der Anruf kommt zu spät, da Julian Tonis Brief schon gelesen hat und auf dem Weg zu ihr ist. Als er sie in ihrem Zimmer sieht, merkt er erst, wie wichtig ihm Toni ist. Er will sich von seiner – nicht existierenden – Ehefrau scheiden lassen und Toni heiraten. Toni will jedoch vor einer Heirat unbedingt diese Ehefrau kennenlernen, um ihr ein paar Fragen zu stellen. Sie hat mit der Frau Mitleid, da sie doch während der Ehe eine Affäre mit Julian hatte und sich wegen der anstehenden Scheidung schlecht fühlt.
Julian muss nun schnell eine Frau finden, die sich für eine Stunde als seine Ehefrau ausgibt. Er überredet Stephanie Dickinson, die Ehefrau zu spielen. Stephanie ist seit fast zehn Jahren seine Sprechstundenhilfe; sie liebt Julian, ohne dass er davon weiß. Sie lebt mit ihrer Schwester, zwei Neffen und einem Hund in einer kleinen Wohnung. Am nächsten Morgen lernt Toni die angebliche Ehefrau im Plattenladen kennen. Sie unterhalten sich eine Weile über das zukünftige Leben von Stephanie. Als Toni sie nach ihren Gefühlen fragt, erkennt sie, dass Stephanie die vermeintliche Trennung noch nicht verwunden hat. Toni hat Mitleid mit Stephanie und schenkt ihr eine schwarze Nerzstola, die sie zuvor von Julian als Geschenk erhalten hat. Toni will nun unbedingt den Freund von Stephanie kennenlernen, um zu erfahren, ob sie jemanden hat, der ihr bei der Trennung hilft.
Nun muss Julian einen Mann finden, der sich als Freund seiner Ehefrau ausgibt. Harvey Greenfield, ein langjähriger Freund von Julian, willigt ein. Harvey und Stephanie versuchen, ihre Rolle als Liebespaar so gut wie möglich vorzuspielen. Sie unterhalten sich miteinander, bis Harvey als erster den Club verlässt. Toni fand ihn auf den ersten Blick unsympathisch und ungeeignet für Stephanie.
Am Ende erfährt Toni die ganze Wahrheit über Julian und seine Lügen. Toni will nichts mehr mit ihm zu tun haben. Sie verliebt sich in den Schriftsteller Igor, der ihr in der schweren Zeit sehr geholfen hat. Julian erkennt, dass Stephanie ihn liebt, und verliebt sich in sie.

## Deutsche Fassung
Die deutsche Synchronfassung entstand 1969 bei der Ultra Film Synchron GmbH in München.
| Rolle               | Darsteller     | Synchronsprecher |
| ------------------- | -------------- | ---------------- |
| Julian Winston      | Walter Matthau | Wolfgang Lukschy |
| Stephanie Dickenson | Ingrid Bergman | Marianne Kehlau  |
| Toni Simmons        | Goldie Hawn    | Gudrun Vaupel    |
| Igor Sullivan       | Rick Lenz      | Christian Wolff  |
| Harvey Greenfield   | Jack Weston    | Horst Sachtleben |
| Señor Sánchez       | Vito Scotti    | Wolfgang Spier   |
| Mrs. Durant         | Irene Hervey   | Alice Treff      |

## Kritiken
- „Freches Boulevardstück, herrlich gespielt.“ (TV Spielfilm)
- „Eine witzig-spritzige Komödie voller Gags und Wirbel, von Gene Saks mit Bravour und der Starbesetzung Ingrid Bergman, Walter Matthau und Goldie Hawn inszeniert.“ (TVTV.de)
- „'Die Kaktusblüte' ist eine witzige Komödie mit guten Darstellern und einem intelligenten Drehbuch von Billy Wilders langjährigem Partner I.A.L.Diamond.“ (Moviemaster.de)
- Ingrid Bergman und Walter Matthau spielen ein hinreißendes Paar wider Willen in dieser „ausgefeilten Übertragung einer Boulevardkomödie mit hervorragenden schauspielerischen Leistungen“. (Lexikon des Internationalen Films)
- „Reizende Dialogkomödie um einen Schwindel aus Liebe […]. Ein filmisch leicht aufgelockertes Boulevard-Bühnenstück, das dank einer vorzüglichen Besetzung der Hauptrollen qualitätvolle Schmunzelunterhaltung bietet. Ab 16 gern empfohlen.“ (Evangelischer Filmbeobachter, Kritik Nr. 551/1969)

## Weiteres
- Die US-amerikanische Schauspielerin Lauren Bacall spielte am Broadway die Rolle der Stephanie Dickinson, Tuesday Weld die Rolle der Toni Simmons.
- Für die Komödie Meine erfundene Frau (2011) wurden mit Adam Sandler und Jennifer Aniston in den Hauptrollen Grundzüge der Handlung übernommen.
- Der Film kam am 19. Dezember 1969 in die Kinos der Bundesrepublik Deutschland. Im Fernsehen wurde er erstmals am 25. Dezember 1975 in der ARD ausgestrahlt.[3][4]

## Auszeichnungen
Für den Film Kaktusblüte gewann Goldie Hawn den Oscar als beste Nebendarstellerin; an ihrer Stelle nahm die Schauspielerin Raquel Welch den Preis auf der Oscarverleihung 1970 entgegen. Im selben Jahr war der Film gleich in fünf Kategorien für einen Golden Globe (u. a. für den hoffnungsvollsten Newcomer) nominiert; er erhielt den Preis ebenfalls in der Kategorie Beste Nebendarstellerin (Goldie Hawn).

### Oscarverleihung 1970
- Beste Nebendarstellerin – Goldie Hawn

### Britischer Filmpreis 1971
- nominiert in der Kategorie Beste Schauspielerin – Goldie Hawn

### Golden Globe Awards 1970
- Beste Nebendarstellerin – Goldie Hawn

nominiert in den Kategorien:
- Bester Film (Musical/Komödie)
- Beste Filmschauspielerin (Musical/Komödie)
- Bester Song
- Beste Nachwuchsdarstellerin

### Weitere Auszeichnungen
David di Donatello
- Spezialpreis für Goldie Hawn

Writers Guild of America
- nominiert in der Kategorie Bestes Drehbuch (Komödie) – I. A. L. Diamond